# Challenger de Casablanca 2013
El Morocco Tennis Tour – Casablanca 2013 fue un torneo de tenis profesional que se jugó en pistas de tierra batida. Se trató de la 3ª edición del torneo que forma parte del ATP Challenger Tour 2013. Tuvo lugar en Casablanca, Marruecos entre el 28 de octubre y el 3 de noviembre.

## Jugadores participantes del cuadro de individuales

### Cabezas de serie
| Favorito | País                       | Jugador               | Ranking1 | Posición en el torneo |
| -------- | -------------------------- | --------------------- | -------- | --------------------- |
| 1        | Bandera de República Checa | Jan Hájek             | 103      | Cuartos de final      |
| 2        | Bandera de Austria         | Andreas Haider-Maurer | 113      | Segunda ronda         |
| 3        | Bandera de Austria         | Dominic Thiem         | 141      | CAMPEÓN               |
| 4        | Bandera de Italia          | Potito Starace        | 174      | FINAL                 |
| 5        | Bandera de Eslovenia       | Blaž Rola             | 184      | Segunda ronda         |
| 6        | Bandera de Austria         | Gerald Melzer         | 186      | Semifinales, retiro   |
| 7        | Bandera de Italia          | Flavio Cipolla        | 187      | Cuartos de final      |
| 8        | Bandera de República Checa | Jaroslav Pospíšil     | 205      | Primera ronda         |

- 1 Se ha tomado en cuenta el ranking del día 21 de octubre de 2013.

### Otros participantes
Los siguientes jugadores ingresaron al cuadro principal invitados por la organización del torneo (WC):
- Yassine Idmbarek
- Mehdi Jdi
- Hicham Khaddari
- Younes Rachidi

Los siguientes jugadores ingresaron al cuadro principal tras participar en la fase clasificatoria (Q):
- Riccardo Ghedin
- Claudio Grassi
- Marc Rath
- Sherif Sabry

## Campeones

### Individual Masculino
- Dominic Thiem derrotó en la final a  Potito Starace por 6–2, 7–5

### Dobles Masculino
- Claudio Grassi /  Riccardo Ghedin derrotaron en la final a  Gero Kretschmer /  Alexander Satschko por 6–4, 6–4